# NGC 286
NGC 286 (również PGC 3142) – galaktyka soczewkowata (S0), znajdująca się w gwiazdozbiorze Wieloryba. Odkrył ją Francis Leavenworth 2 października 1886 roku.